# Norfolk terrier
Il Norfolk Terrier è una razza canina di origine britannica riconosciuta dalla FCI (Standard N. 272, Gruppo 3, Sezione 2).
Può raggiungere fino a un peso massimo di 8 kg e ha un'altezza ideale di 26 cm.
Le sue origini sono relativamente recenti, è stato riconosciuto come razza a sé stante solo negli anni '60 dal Kennel Club inglese e successivamente anche da quello statunitense; in precedenza veniva chiamato semplicemente Norwich Terrier, unica differenza di questa razza rispetto al Norfolk: le orecchie a punta anziché piccole e rivolte verso il basso come quest'ultimo.
In origine il Norfolk Terrier veniva usato come cacciatore di piccoli animali nocivi all'uomo, specie in zone di campagna, come ad esempio i ratti, le volpi, i tassi; in epoca più recente è diventato una buona razza da compagnia anche se scarsamente diffusa.
Il Norfolk Terrier è rinomato per alcuni suoi aspetti caratteriali e di conseguenza anche venatori nella caccia ai ratti; è una razza senza la benché minima paura e attenta a ogni minimo fruscio, molto agile negli spazi ristretti e quindi perfetta per la caccia dei piccoli animali.
Per quanto riguarda il suo carattere, è molto socievole con gli esseri umani e le altre razze canine il che lo rende un ottimo cane da compagnia nonostante abbia bisogno di un certo numero di ore di moto giornaliero. La sua testardaggine è tipica dei terrier.